# Lorlatinib
Le lorlatinib est une molécule utilisée comme un inhibiteur de l'ALK de troisième génération.
Il est efficace dans les formes résistantes aux inhibiteurs de l'ALK de première (crizotinib) et de deuxième génération (ceritinib et alectinib).
Il passe la barrière hémato-encéphalique, ce qui permet son utilisation en cas de métastases cérébrale. 
Dans le cancer bronchique non à petites cellules, ALK+, il permet un taux de réponse supérieur au crizotinib. L'essai clinique de phase III montre « une réduction de 81 % du risque de progression de la maladie ou de décès »,[réf. non conforme].